# Ectoedemia phaeolepis
Ectoedemia phaeolepis é uma espécie de insetos lepidópteros, mais especificamente de traças, pertencente à família Nepticulidae.
A autoridade científica da espécie é van Nieukerken, A. & Z. Laštuvka, 2010, tendo sido descrita no ano de 2010.
Trata-se de uma espécie presente no território português.